# Francesco della Torre

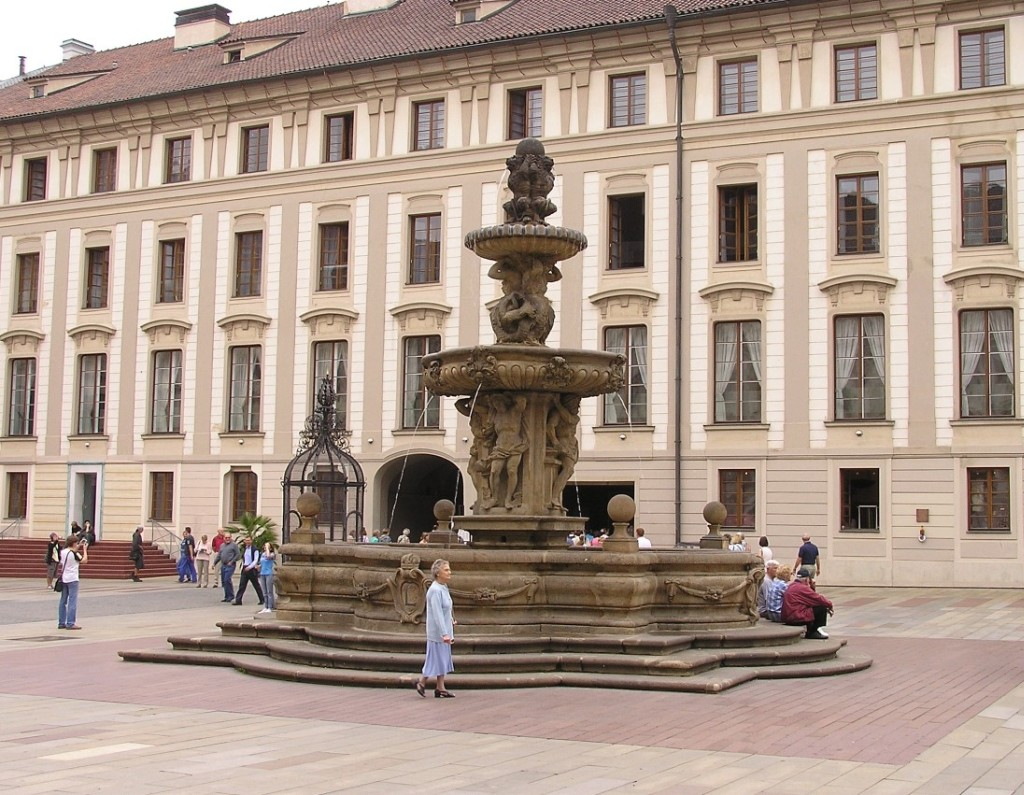
Prager Burg Leopoldsbrunnen im 2. Hof

Francesco della Torre (* 1627 in Ramponio am Luganersee, Diözese Como; † 28. September 1687 in Prag) war königlich Prager Hofsteinmetzmeister unter König Leopold I. von Böhmen, und Bildhauer des Barock. 

## Leben
Die Della Torres waren ein italienisches Patriziergeschlecht und im 13. Jahrhundert Herren von Mailand. Ob eine verwandtschaftliche Verbindung zu diesen besteht, ist freilich zweifelhaft.
Francesco della Torre war der Sohn des Baumeisters Bartolomeo della Torre, der ab 1636 die früheste Barockkirche Ungarns, die St.-Ignatius-Kirche zu Raab (Győr) errichtete. Ihre Grundrissanordnung und Innengestaltung folgte der Wiener Norm. Der ältere Bruder Francescos, Giacomo, lernte Maurer und arbeitete dort mit dem Vater. 

### Lehre in Kaisersteinbruch
Francesco erlernte das Steinmetzhandwerk bei Hieronymus Bregno. Dieser war sowohl Meister der Wiener Steinmetzhütte als auch im Handwerk im kaiserlichen Steinbruch am Leithaberg, einer italienisch, schweizerischen Künstlerkolonie. Francesco wurde am 24. September 1641 Lehrling, Bürgen waren die Meister Giacomo Bonade und Giacomo Orsolino. Beide kamen auch aus Ramponio/Verna, Bonade entstammte einer Baumeister-, Maurer- und Steinmetzfamilie. Sie arbeiteten viel in Prag, Orsolino als Steinmetz beim Palais Waldstein nahe der Prager Burg, so wurden sie Wegweiser für Francescos beruflichen Weg. Am 10. Juni 1646 erfolgte seine Freisprechung zum Gesellen.
Die Jesuiten vom Kollegium in Raab (Győr) erwähnten 1646 in ihren Aufzeichnungen das Haus, in dem der Erbauer ihrer Kirche, der Baumeister Bartolomeo della Torre, wohnte. Die Arbeiten wurden mit dem Ordenshaus fortgesetzt. Im frühest erhaltenen Vertrag von 1652 beauftragte der Rektor des Jesuitenkollegs den Baumeister und Sohn Giacomo mit dem Bau des ersten Stockes des Gebäudes. 
Francesco war mit Francisca Carlonin, Tochter des Wiener Stadtbaumeisters Silvestro Carlone, verheiratete, wobei das genaue Datum unbekannt ist, es muss wohl um 1653 geschehen sein, da Torre erstmals als Meister bezeichnet wird. Der 1671 verstorbene Schwiegervater arbeitete bei der Schotten- und Michaelerkirche.
Bunt gemischt war in den Jahren 1650 bis 1680 die Zusammensetzung des Prager Bauhandwerkerstandes. Italiener, Deutsche aller Staaten, Niederländer, Tschechen, Polen, teilten sich den immer anspruchsvoller werdenden Markt untereinander auf. Das stärkste Kontingent stellten natürlich die Welschen. Einige als Architekten, Baumeister und Steinmetzen ansässige Italiener waren: Dionysios Miseroni, Santino Bussi, Carlo Lurago, Dominico Rossi, Francesco Caratti.

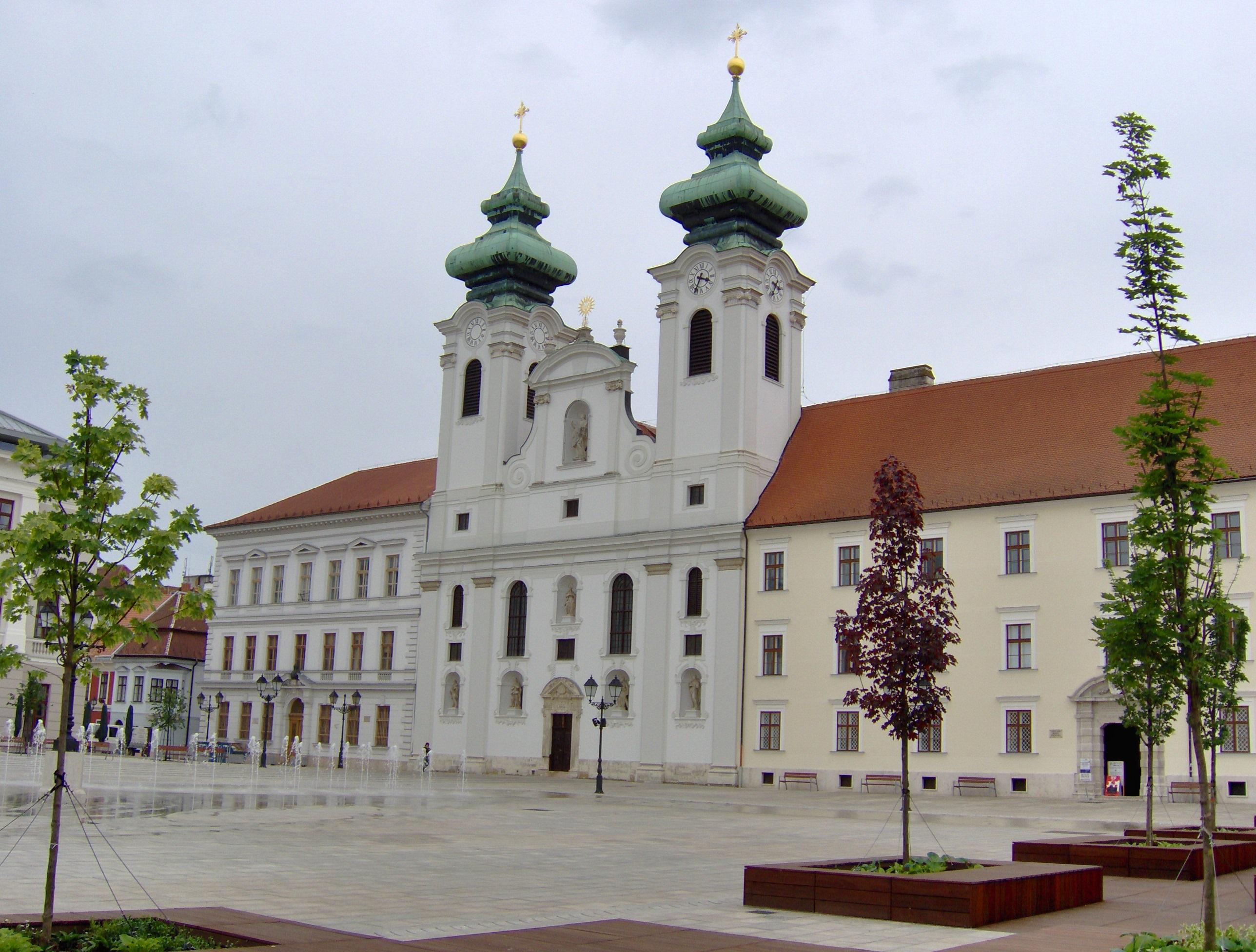
Győr, St. Ignatiuskirche
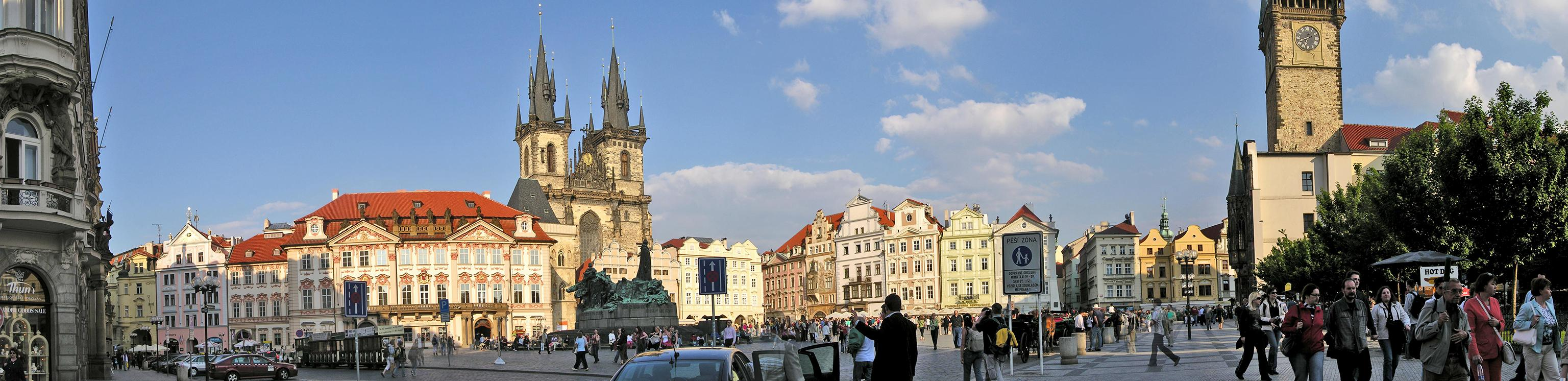
Prag, Altstädter Ring mit Teynkirche
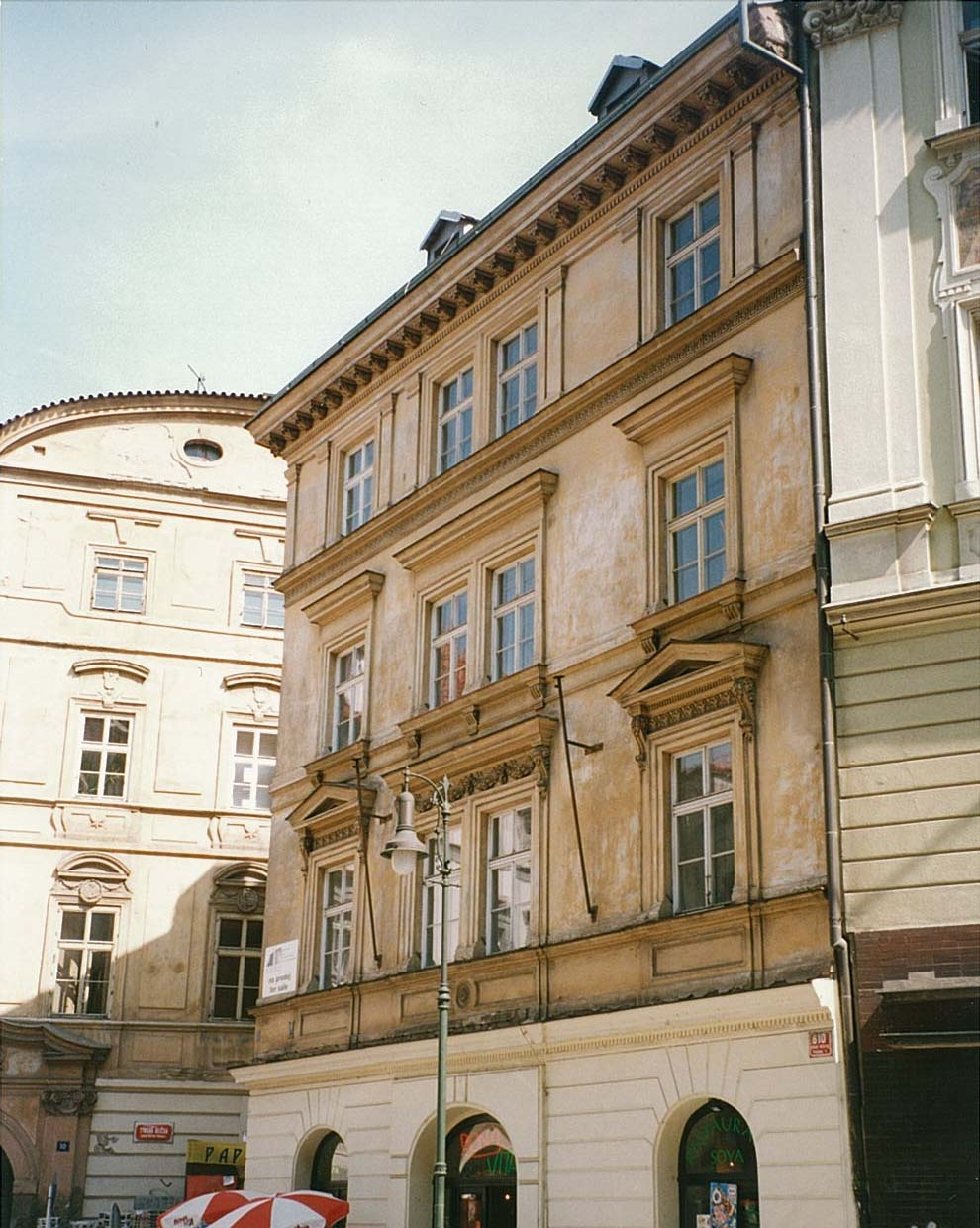
Prag Torre Haus, Schwarze Kugel

### Prager Hofsteinmetzmeister
Francesco della Torre und sein befreundeter Mitmeister Giovanni Battista Passerini senior hatten 1653, nach Pietro Maino Madernos Ableben den Kaisersteinbruch verlassen. Im selben Jahr arbeiteten beide Meister als wichtige Mitarbeiter in der Prager Baugesellschaft des Carlo Lurago beim Großauftrag der Jesuiten in Prag, dem Clementinum.

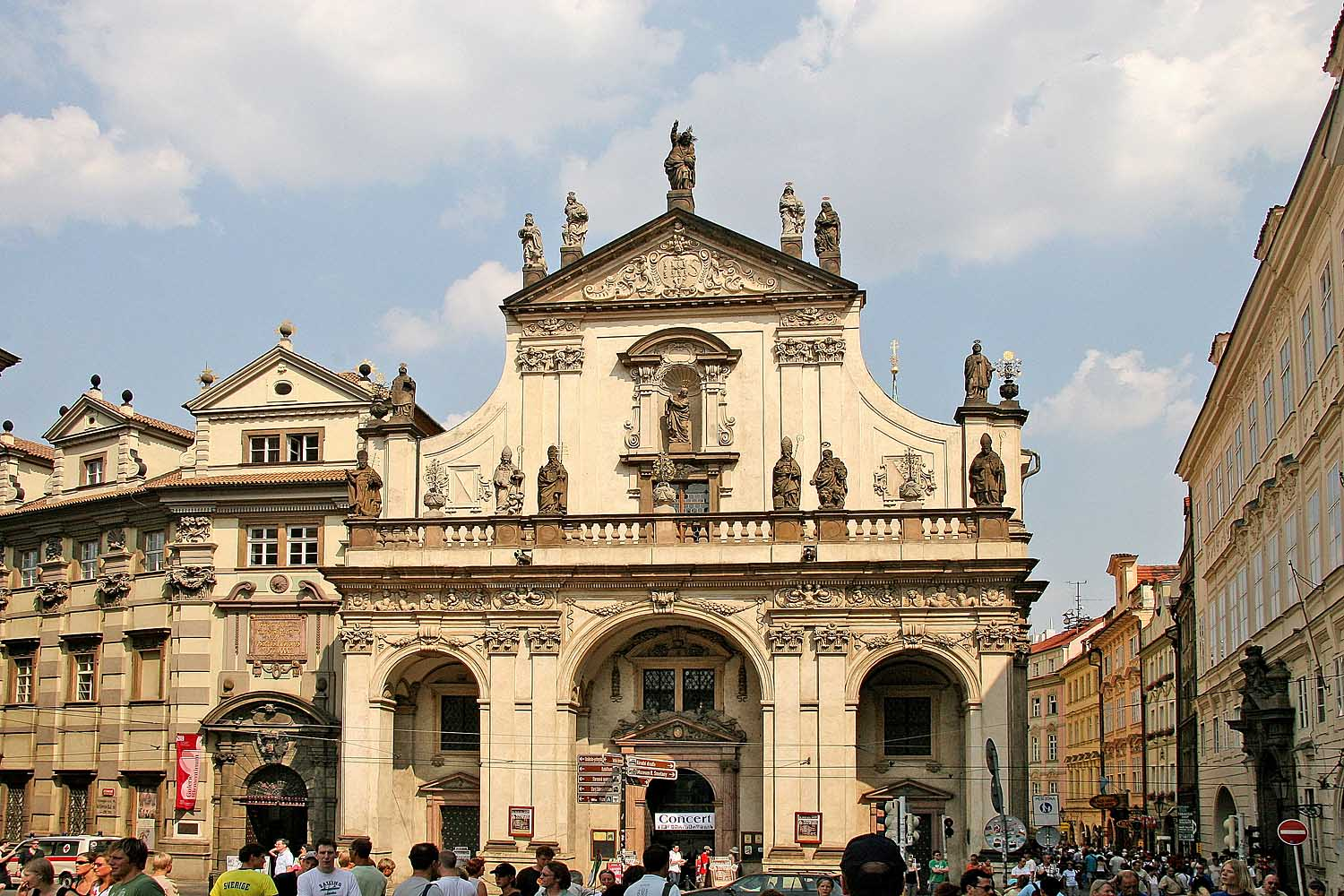
Salvatorkirche Jesuitenkolleg Prag
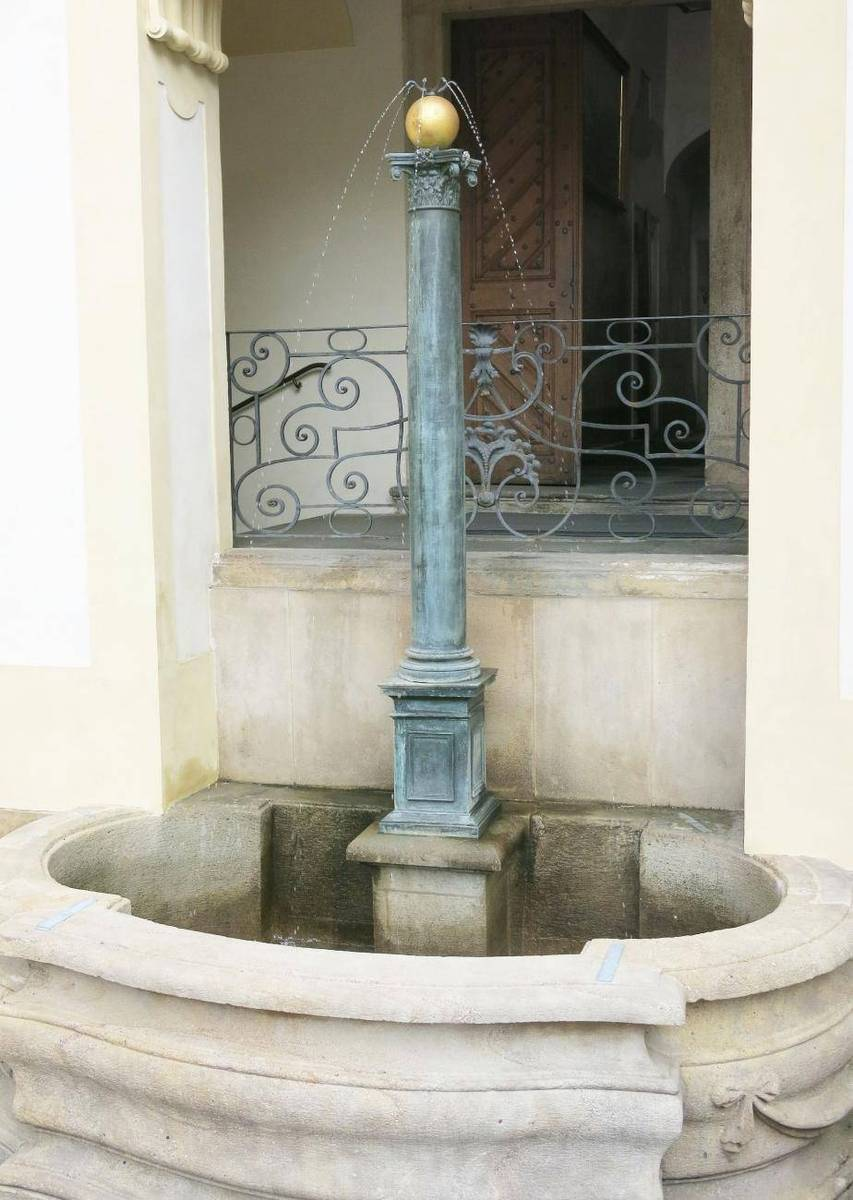
Adlerbrunnen Burg 1662
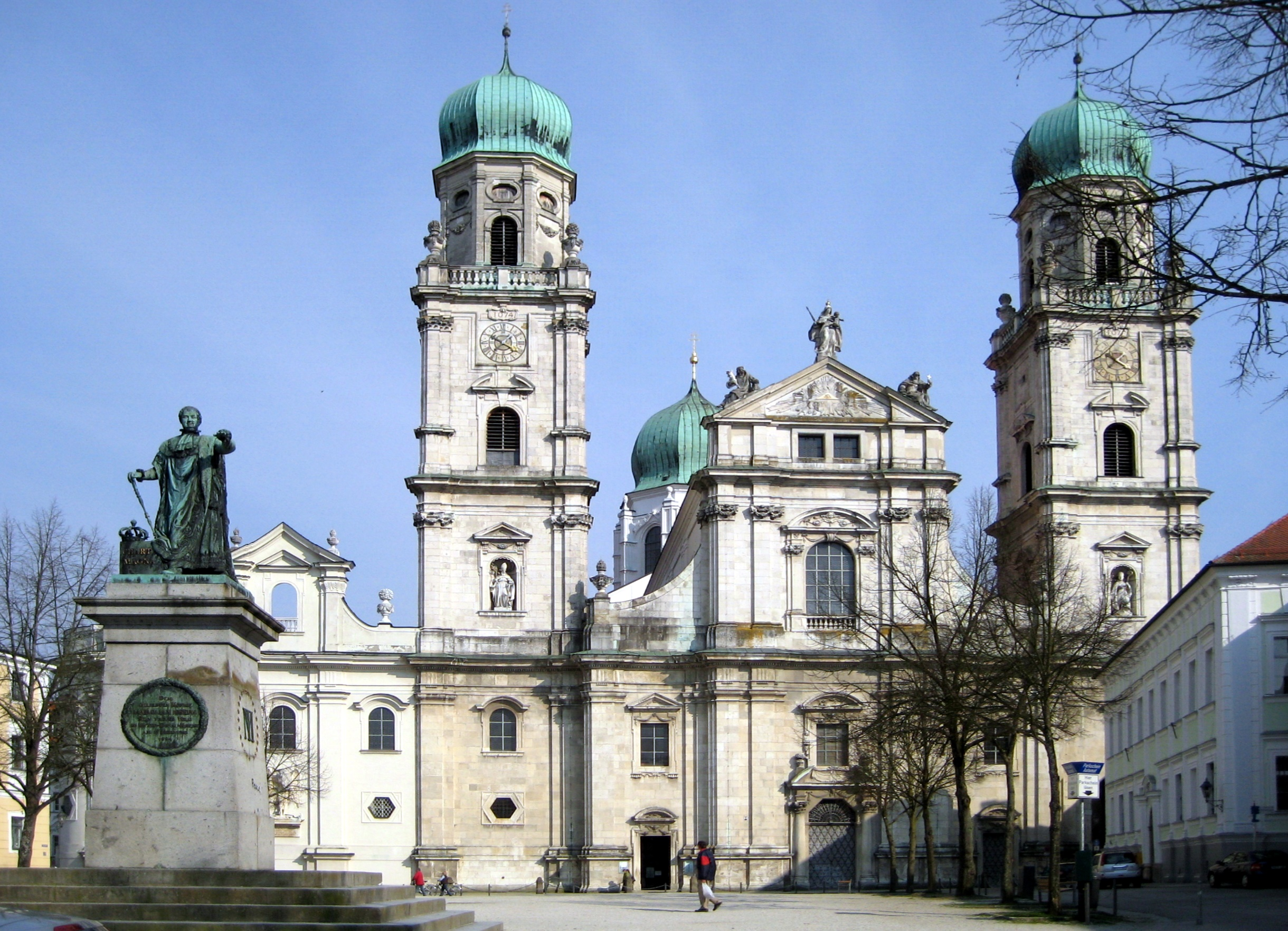
Passauer Dom 1668
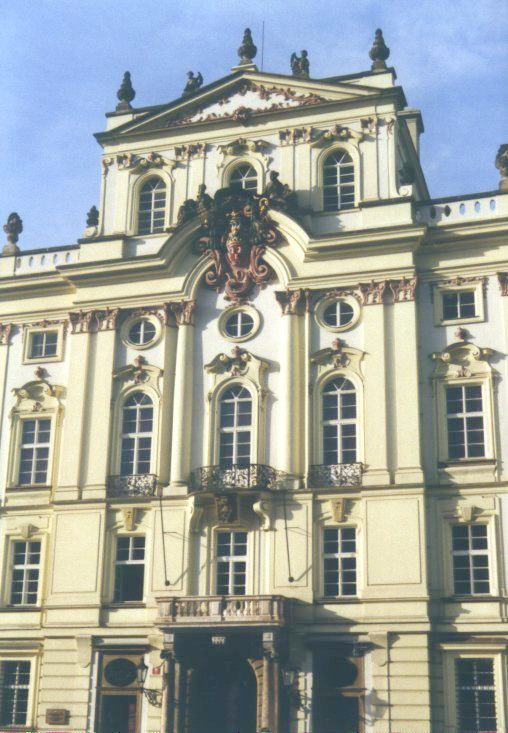
Erzbischöfl. Palast Prag
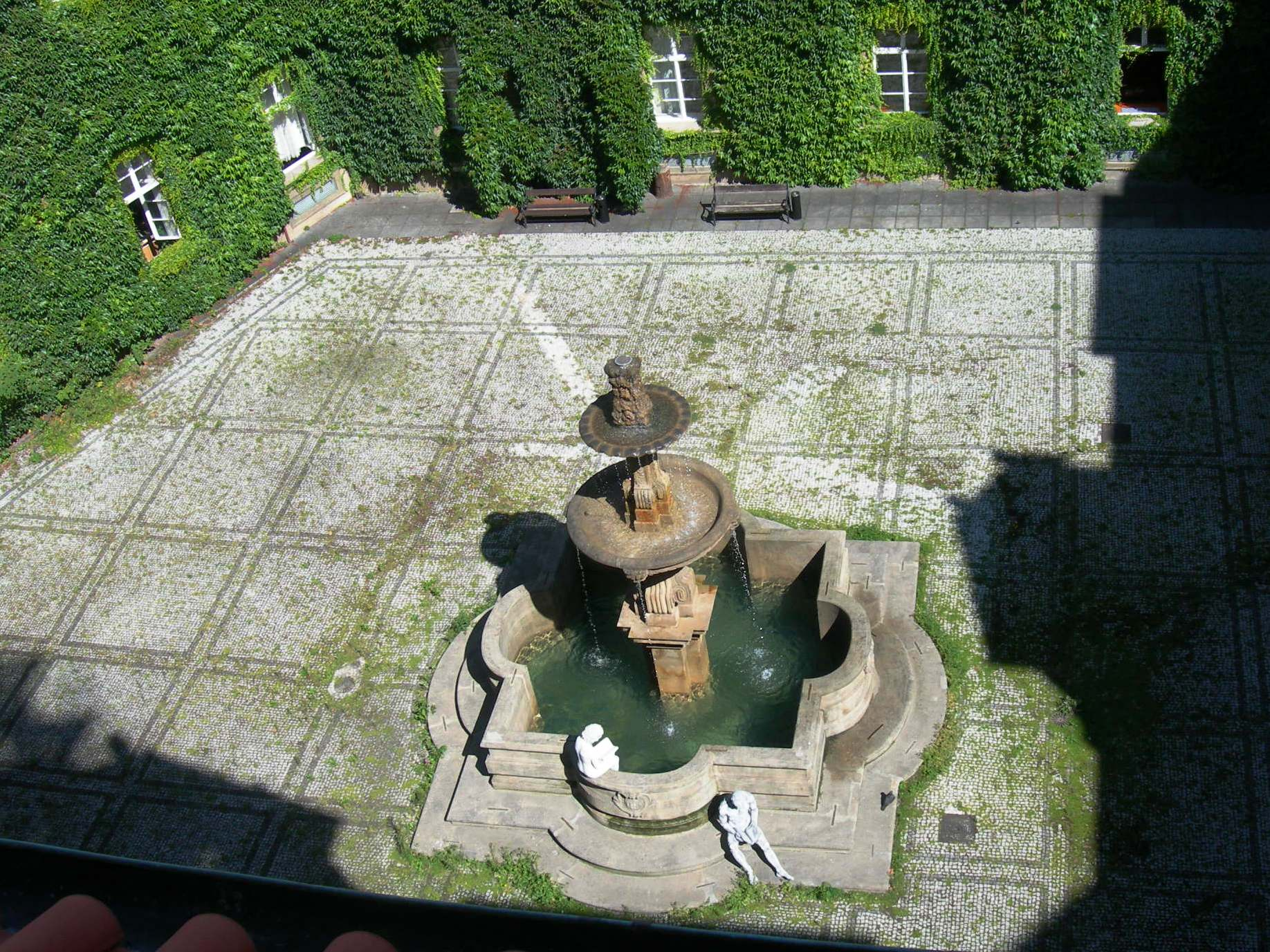
Clementinum Brunnen 1676
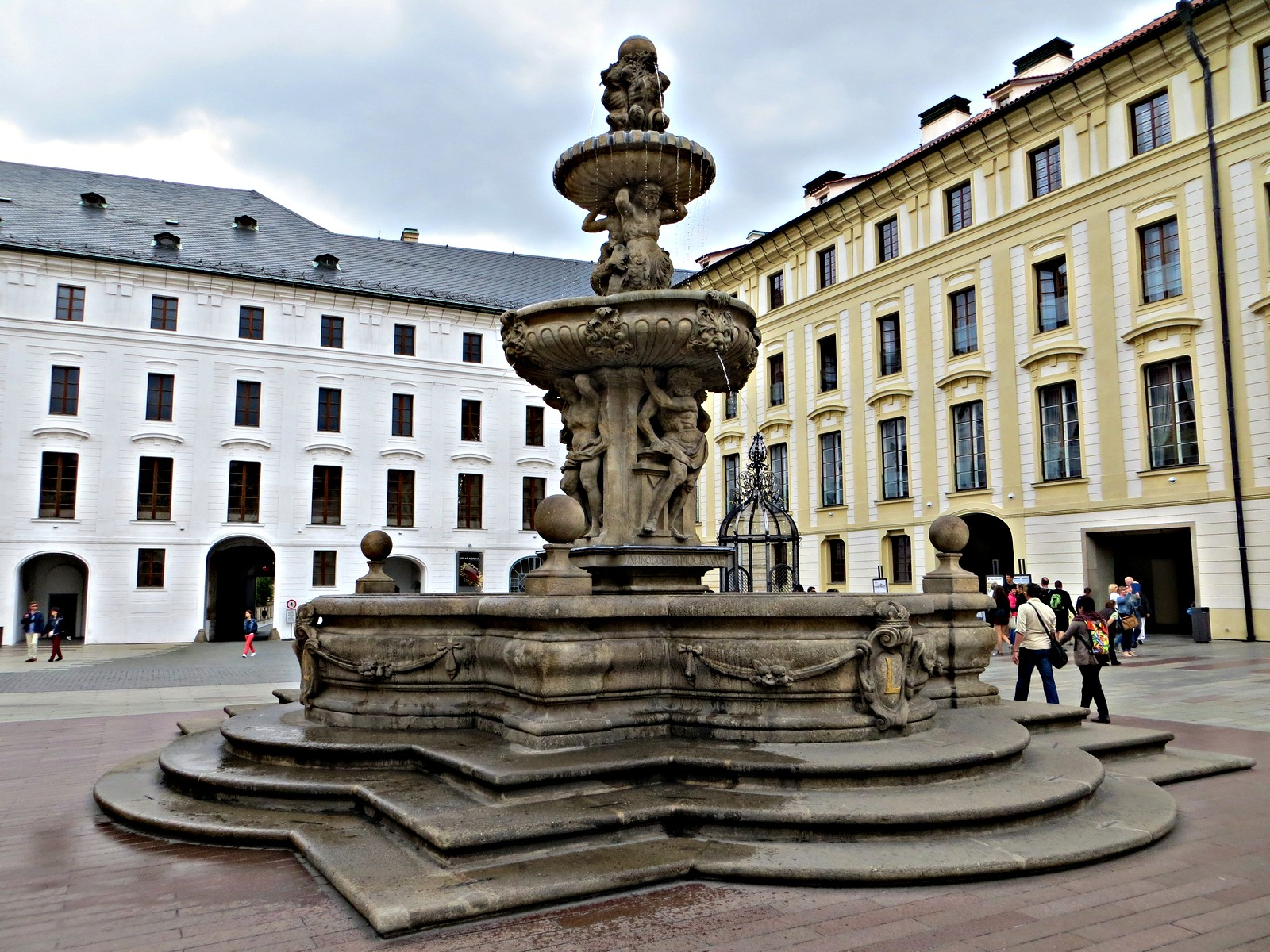
Brunnen 1686 Burg Hieronymus Kohl
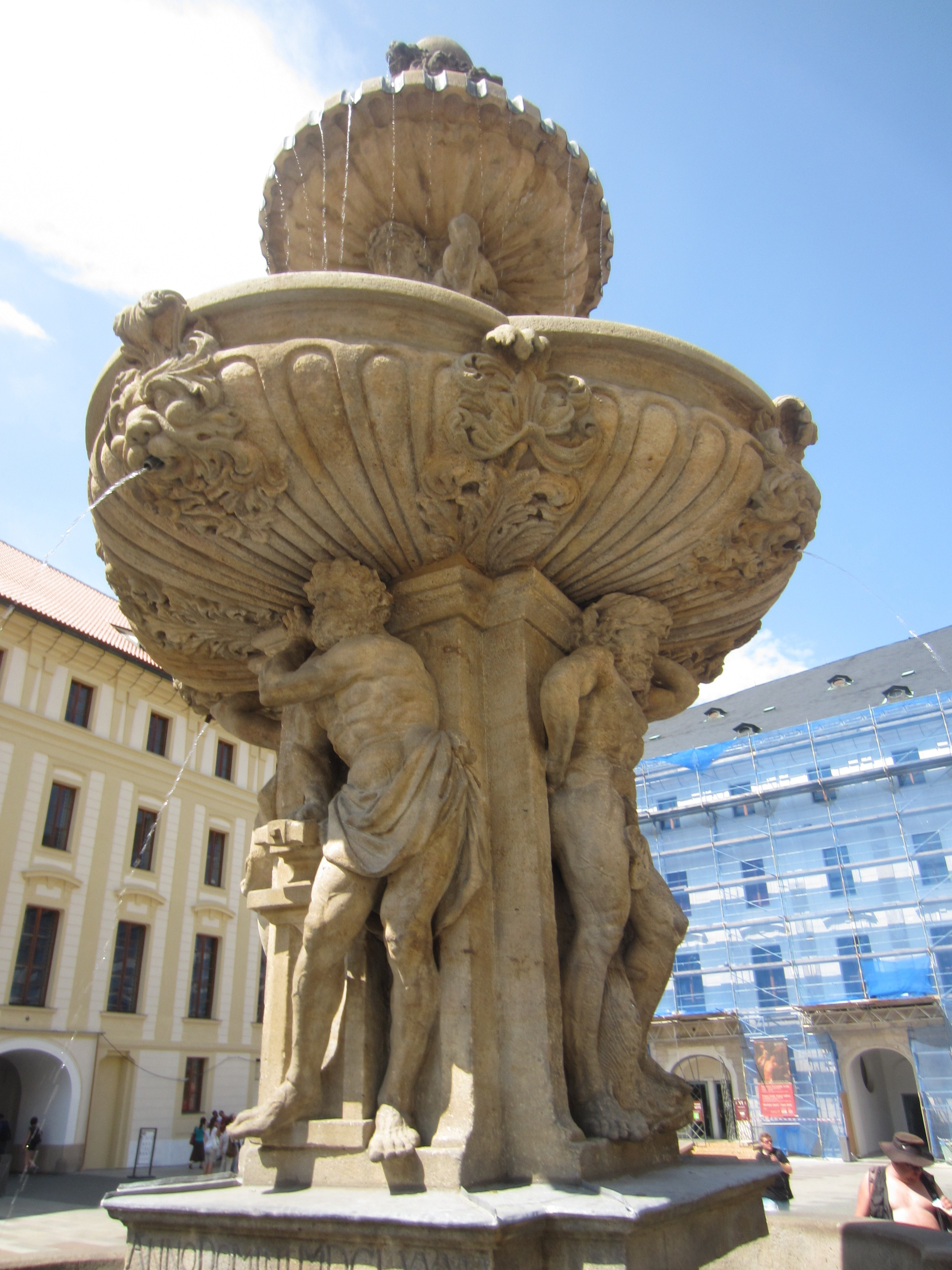

Gemeinsam erhielten sie am 30. Oktober 1663 die Prager Bürgerurkunde. Zeugen waren Dominico Rossi, Architekt beim  Czernin-Palast und Orsi de Orsini, Architekt beim Clementinum usw. 
In den folgenden Jahren kaufte Meister Francesco in der Prager Altstadt das Haus Zur schwarzen Kugel, wurden die Kinder in der Teynkirche getauft. Mit Lurago waren sie bei verschiedenen Baustellen tätig, sie wissen aber die Orth eigentlich nicht mehr alle zu nennen, sey es zu Komotau, Jesuitenkirche, bey dem Herrn Grafen Czernin zu Prag, bey denen Jesuiten, im Clementinum ... Torre wurde 1667 königlicher Prager Hofsteinmetzmeister.

### Passauer Dom
Im Jahr darauf übertrug ihm Fürsterzbischof Wenzeslaus Graf Thun unter Carlo Luragos Gesamtleitung sämtliche Steinmetzarbeiten beim barocken Wiederaufbau des Passauer Domes. Die endgültige Verrechnung beim Dom zu Passau gestaltete sich schwierig, erfolgte erst am 11. Februar 1688, also nach seinem Ableben, mit seinen Söhnen. Viele seiner Kollegen waren bereits vorher verstorben, zum Beispiel Passerini († 1678) und Lurago († 1684).
Der Brunnen im 2. Hof der Prager Burg war seine letzte große Arbeit. Die Figuren wurden vom Bildhauer Hieronymus Kohl gestaltet. Der Steintransport erfolgte durch das königliche Hofgespann. Torre erhielt 1.800 Gulden + Lieferung. Die erste Wasserfüllung und Inbetriebnahme fand am 4. Juli 1686 statt.
Sein Sohn Giovanni Pietro della Torre übernahm das Amt des königlichen Hofsteinmetzen am Prager Hof und legte das Jurament am 3. November 1688 ab.
Sein Name ist auf der Schriftrolle des Kaisersteinbrucher Sonnenuhr-Pfeilers von Bildhauer Alexandru Ciutureanu eingemeisselt.

## Werke
- um 1647: Jesuiten-Ordenshaus in Raab/Győr
- 1653: Prager Clementinum, Jesuitenkolleg
- 1662–1663: Hradschin, Adlerbrunnen im 3. Hof der Prager Burg (Standort mehrmals verändert) Plan Francesco Caratti
- 1668–1688: Passauer Dom, Architekt Carlo Lurago, sämtliche Steinmetzarbeiten
- 1669: letzte Arbeiten bei der St. Ignatius-Kirche und Ordenshaus in Raab/Győr, nach dem Tod des Bruders Giacomo am 29. September 1669, mit Architekt Christian Fahrnleitner
- 1675–1679: Hradschin, Erzbischöfliche Residenz in Prag, Architekt Jean Baptiste Mathey
- 1675: Jesuitenschule mit Theatersaal in Raab/Győr
- 1676: Brunnen im Rebenhof des Clementinums, mit Passerini sen.
- Juli 1680: Brand in Passau, neuerlich Steinmetzarbeiten am Dom
- 1685/1686: Brunnen im 2. Hof der Prager Burg

## Archivalien
- Prag Stadtarchiv: Prager Bürgerbuch.
- Archiv der Prager Burg: Hofsteinmetz, Barocker Brunnen.
- Matrikelarchiv der Teynkirche in Prag.
- Archiv des Bistums Passau: Dombauakten.
- Wiener Stadt- und Landesarchiv: Steinmetzakten, Bruderschaftsbuch.